# Gary Saul Morson
Gary Saul Morson, född 1948, är en amerikansk litteraturkritiker, författare och professor i slaviska språk och slavisk litteratur vid Northwestern University. Han har i sina verk bland annat behandlat litteraturteori, rysk- och europeisk idéhistoria samt ryska författarskap. Morson har beskrivits som en av USA:s främsta kännare av rysk litteratur.
Morson studerade ryska och rysk litteratur vid Yale University och University of Oxford. Han var verksam vid University of Pennsylvania 1974–1985 och är sedan 1995 medlem i American Academy of Arts and Sciences.